# Bound for Glory (2007)
Bound for Glory 2007 s'est déroulé le 14 octobre 2007 au Gwinnett Center d'Atlanta, Géorgie. Bound for Glory est le plus grand événement de la TNA en Pay-per-view. C'est la deuxième édition de Bound for Glory depuis s'est début

## Contexte
Les spectacles de la Total Nonstop Action Wrestling en paiement à la séance sont constitués de matchs aux résultats prédéterminés par les scénaristes de la TNA. Ces rencontres sont justifiées par des storylines - une rivalité avec un catcheur, la plupart du temps - ou par des qualifications survenues dans les émissions de la TNA telles que TNA Xplosion et TNA Impact!. Tous les catcheurs possèdent un gimmick, c'est-à-dire qu'ils incarnent un personnage face (gentil), heel (méchant) ou tweener (neutre, apprécié du public), qui évolue au fil des rencontres. Un pay-per-view comme Bound for Glory est donc un évènement tournant pour les différentes storylines en cours.

## Résultats
- Dark match : The Motor City Machineguns (Chris Sabin et Alex Shelley) def. Joey Matthews et Johnny Swinger[1],[2]
- Match pour déterminer le Challenger N°1 au titre TNA World Tag Team Championship : The Latin American Exchange (Homicide et Hernandez) def. Triple X (Senshi et Elix Skipper) dans un Ultimate X match (11:59)
  - Hernandez a décroché le "X" et fait gagner LAX
- Fight for the Right Reverse Battle Royal : Eric Young def. Robert Roode, James Storm, B.G. James, Kip James, Lance Hoyt, Jimmy Rave, Chris Harris, Chris Sabin, Alex Shelley, Kaz, Petey Williams, Junior Fatu, Havok, Shark Boy, Sonjay Dutt pour remporter la Fight for the Right Battle Royal (11:51)
  - Young a effectué le tombé sur Roode sur un petit paquet pour empocher la première place dans le tournoi Fight for the Right 2007.
- Christian's Coalition (A.J. Styles et Tomko) def. Team Pacman (Rasheed Lucius Creed et Ron Killings) (w/Adam Jones) (c)  pour remporter le TNA World Tag Team Championship (8:48)
  - Tomko a effectué le tombé sur Killings après un Double-team elevated neckbreaker slam
  - Creed était le remplaçant de Adam Jones.
- Jay Lethal (c) def. Christopher Daniels pour conserver le TNA X Division Championship (11:02)
  - Lethal a effectué le tombé sur Daniels après un Lethal Combination de la troisième corde.
- The Steiner Brothers (Rick et Scott) def. Team 3D (Brother Ray et Brother Devon) dans un Match au meilleur des trois manches et Tables match (12:43)
  - Team 3D a fait passer Rick à travers une table.
  - Scott a fait passer Ray à travers une table avec un Frankensteiner.
  - Rick a fait passer Devon à travers une table avec un Steiner Bulldog.
- Gail Kim a remporté un Knockout Gauntlet battle royal pour remporter le TNA Women's World Championship (12:12)
  - Kim a effetcué le  tombé sur Roxxi Laveaux après un Emerald Frosion.
- Gail Kim est devenu la première TNA Women's Knockout Championship de l'histoire en remportant ce Knockout Gauntlet battle royal

| Entrant | Entrant         | Éliminée par | Éliminée par       |
| ------- | --------------- | ------------ | ------------------ |
| 1       | Ms. Brooks      | 1            | Moore              |
| 2       | Jackie Moore    | 3            | Kong               |
| 3       | Shelly Martinez | 2            | Kong               |
| 4       | Awesome Kong    | 5            | ODB, Williams, Kim |
| 5       | O.D.B.          | 8            | Laveaux            |
| 6       | Angel Williams  | 6            | Kim, ODB           |
| 7       | Christy Hemme   | 4            | Kong               |
| 8       | Gail Kim        |              | Vainqueur          |
| 9       | Talia Madison   | 7            | Kim                |
| 10      | Roxxi Laveaux   | 9            | Kim                |

- Samoa Joe def. Christian Cage (w/Matt Morgan en tant qu'arbitre spécial) (15:48)
  - Joe a fait abandonner Cage sur le Coquina Clutch.
- Abyss def. Raven, Rhino et Black Reign dans un Monster's Ball match (9:07)
  - Abyss a effectué le tombé sur Raven après un Black Hole Slam à travers des verres brisés et des punaises.
- Sting def. Kurt Angle (c) pour remporter le TNA World Heavyweight Championship (18:20)
  - Sting a effetcué le tombé sur Angle après un Scorpion Death Drop.